# Nuevo Partido Socialista

Bandera utilizada por el Nuevo Partido Socialista en sus primeras participaciones electorales.

El Nuevo Partido Socialista fue un partido político costarricense de izquierda, inscrito a escala provincial en las provincias de Heredia, San José y Cartago, por lo que sólo puede presentar candidaturas parlamentarias o municipales dentro de esas provincias.
Llamado originalmente Partido Socialista de los Trabajadores se escindió del Partido Revolucionario de las Trabajadoras y los Trabajadores de Costa Rica por diferencias ideológicas operativas. Se declaró trotskista y es miembro de la Corriente Internacional Socialismo o Barbarie. Edita un periódico mensual llamado Prensa Socialista.
Como PST tuvo la principal vertiente y escuela política en la Universidad de Costa Rica, en donde ha tenido participación electoral sostenida durante los últimos años. También cuenta con un sector importante en el magisterio nacional y otro en la zona franca industrial. Participaron activamente de luchas nacionales, como la lucha contra el Combo del ICE (año 2000) y la lucha contra el TLC (2002-2007), y en las elecciones nacionales del 2006 como parte de la coalición Izquierda Unida. Además formaron parte de distintos movimientos con los que comparten espacios de discusión y movilización en temas como género y feminismo, y diversidad sexual, entre otros.
Actualmente hay otros partidos trotskistas en Costa Rica pero con importantes diferencias entre ellos. El PST usualmente fue acusado de sectario por los otros partidos de izquierda. Una de sus principales consideraciones en el señalamiento de que las luchas sociales deben transgredir las reivindicaciones gremiales mínimas, dándole importancia primordial a la politización de la clase obrera y del movimiento de masas.
Se cambia el nombre por Nuevo Partido Socialista de cara a las elecciones de 2014. Recibió cobertura mediática gracias a la protesta que organizó en colaboración con el Partido de los Trabajadores de cara a la visita de Barack Obama a Costa Rica en el año 2013 a la cual el principal partido de izquierda del país, el Frente Amplio, único con representación parlamentaria, se negó a participar alegando que era organizado por grupos extremistas, aunque el FA si participó de manifestaciones organizadas por grupos de la sociedad civil.
El partido aseguró buscar ser una opción de lucha clasista, socialista y revolucionaria. Tuvo además un colectivo feminista llamado "Las Rojas" que lucha en contra del patriarcado, a favor del derecho al aborto y los derechos de la comunidad LGBT. Todas las variantes provinciales del partido fueron disueltas en 2017 al no lograr renovar sus estructuras.